# Gebhard IV. von Gosham
Gebhard IV. von Gosham, auch von Gotzenheim oder von Hohenlohe-Gotzesheim († 14. Juli 1105) war der 18. Bischof von Regensburg von 1089 bis 1105.

## Leben
Gebhard IV. erscheint in der Literatur als von Gosham, von Gotzenheim (als Sohn des Gottfried I. von Raabs, Herr von Gosham) und von Hohenlohe-Gotzesheim.
Nach Josef Staber wurde er während des Investiturstreites als ein Sohn eines der exkommunizierten Räte Heinrichs IV. vom Kaiser als Bischof eingesetzt. Trotz seiner langen Amtszeit erhielt er weder die Bischofsweihen, noch wurde er von einem Erzbischof oder Papst bestätigt. 